# نظرية استعادة الانتباه
تؤكد نظرية استعادة الانتباه أنه يمكن للأشخاص التركيز بشكل أفضل بعد قضاء الوقت في الطبيعة، أو حتى النظر إلى مشاهد الطبيعة. تؤكد نظرية استعادة الانتباه (إيه آر تي) أنه يمكن للأشخاص التركيز بشكل أفضل بعد قضاء الوقت في الطبيعة، أو حتى النظر إلى مشاهد الطبيعة. تزخر البيئات الطبيعية بـ «الافتتانات السهلة» التي يمكن لأي شخص تأملها «بانتباه دون جهد»، مثل السحب المتحركة عبر السماء، أو الأوراق المتطايرة في النسيم أو المياه المتدفقة فوق الصخور في مجرى مائي. فلسفيًا، اعتُبرت الطبيعة منذ فترة طويلة مصدرًا للسلام والطاقة، ولكن لم يبدأ المجتمع العلمي في إجراء اختبارات دقيقة عنها حتى التسعينيات ما سمح بتقديم تعليقات علمية ودقيقة حول إمكانية امتلاك الطبيعة صفة إصلاحية.
طور ستيفن وراتشيل كابلان هذه النظرية في الثمانينيات في كتابهما تجربة الطبيعة: منظور نفسي، ووجدها الآخرون منذ ذلك الحين صحيحة في النتائج الطبية وانتباه المهام الفكرية، كما هو موضح أدناه. ناقش بيرمان وآخرون أساس نظرية استعادة الانتباه. «تعتمد نظرية استعادة الانتباه على بحث سابق يُبين انفصال الانتباه إلى مكونين: الانتباه اللاإرادي، حيث يُجذب الانتباه عن طريق محفزات مثيرة للاهتمام أو مهمة بطبيعتها، والاهتمام الطوعي أو الموجه، حيث يوجه الانتباه عن طريق عمليات التحكم المعرفي.

## بيئات إصلاحية
تعتبر الاستعادة أو الاستعادة النفسية في مجال علم النفس البيئي استعادة الموارد المستنفدة التي يمكن أن تكون نفسية (الانتباه والعواطف)، و/أو فسيولوجية (الإجهاد) و/أو اجتماعية. تنتج عن التفاعل مع البيئة الإصلاحية لتغيير الحالات السلبية إلى إيجابية. يمكن وصف الاستعادة النفسية بأنها القدرة على إدراك الاستعادة، يتمكن المراقب فيها إدراك خصائص البيئة التي تخفف من التعب والضغط الذهني لدى الشخص.
وصف ستيفن وراتشيل كابلان سلسلة من الخصائص التي يجب أن تتوفر في البيئة الإصلاحية وهي: الافتتان: قدرة البيئة على خلق الرهبة لدى الأشخاص؛ يمكن أن تمنح الرهبة الانتباه الموجه قسطًا من الراحة إذ يحل الانتباه اللاإرادي مكانه. والبعد: شعور يمكن أن يكون موضوعيًا أو شخصيًا في شكله، فيمكن أن يكون الشخص بعيدًا عن مكان ما أو يمكنه أن يُشغل عقله بعيدًا عن الحياة اليومية والمشاكل. و الامتداد: الارتباط بين كل عنصر موجود في بيئة؛ الشعور بالقدرة على التنقل عبر البيئة للبحث عن المعلومات التي توفرها. والتوافق: تلبية الخصائص الموجودة في بيئة تفضيلات وأهداف الشخص.

## الإجهاد العصبي
يبحث البشر باستمرار عن المعلومات ويقيمونها. عمومًا، يعتبر البشر ماهرون جدًا في تقييم وتمييز المعلومات من المحفزات البيئية. تتمثل وظيفة الاهتمام الموجه في تحديد أولوية المنبهات في البيئة وتجاهل المعلومات غير المرتبطة بشكل فعال. تقل فعالية الانتباه بمرور الوقت مع الاستخدام المستمر. تُعرف هذه الظاهرة اليومية المنتشرة عالميًا بالإرهاق العقلي، الذي يزيد من صعوبة التمييز بين المحفزات البيئية وإعطاء الأولوية للمعلومات ذات الصلة. يؤدي ضعف الانتباه الموجه إلى زيادة تشتت الانتباه. هناك ستة مجالات رئيسية تتأثر في أثناء الإجهاد العقلي: المدخلات، والتفكير، والسلوك، والأداء التنفيذي، والعواطف والتفاعلات الاجتماعية.
يتأثر الاهتمام الموجه نحو الهدف أكثر من غيره بالإرهاق العقلي، في حين يتأثر الانتباه المدفوع بالتحفيز بالحد الأدنى أو لا يتأثر مطلقًا بالإجهاد العقلي. ينتج عنه عادةً تشتيت الانتباه بسهولة أكبر ومرونة أقل، ما يجعل المنبهات الملحوظة أو المهمة أكثر قوة. يرتبط السلوك البشري طردًا بالمحفزات البيئية. يعتبر الإجهاد العقلي أيضًا جزءًا من الإحتراق النفسي المهني، فمن الناحية الإدراكية، نبعد أنفسنا أو نتحرر من عملنا بسبب انخفاض قدرة الانتباه الموجه نحو الهدف.
يمكن للمنبهات الجمالية، وإن كانت غير مهمة أو ثانوية، إثبات فعاليتها في مقاومة الإجهاد الذهني. تدعي نظرية استعادة الانتباه أن النظر إلى المناظر الطبيعية، مثل الشواطئ أو الغابات أو المناظر الطبيعية الجبلية يسمح لعقلك بالدخول في شبكة الوضع الافتراضي، والتجول بحرية وبالتالي الاسترخاء في التركيز الصارم للحياة اليومية. يسمح شرود الذهن المقدم في شبكة الوضع الافتراضي للعقل باستعادة قدرات الانتباه الموجه.